# جون رونیان
جون رونیان (به انگلیسی: Jon Runyan)، نمایندهٔ حوزه انتخابیه سوم نیوجرسی از حزب جمهوری‌خواه ایالات متحده آمریکا در مجلس نمایندگان ایالات متحده آمریکا است که برای نخستین‌بار در ۶۳ ژانویه ۲۰۱۱ میلادی به‌عضویت این مجلس درآمد.